# Kyle Skipworth
Kyle Trent Skipworth (né le 1er mars 1990 à Riverside, Californie, États-Unis) est un receveur des Ligues majeures de baseball sous contrat avec les Reds de Cincinnati.

## Carrière
Kyle Skipworth est un choix de première ronde des Marlins de Miami (alors appelés Marlins de la Floride) en 2008. Il est le sixième athlète choisi cette année-là par un club du baseball majeur et sa sélection survient immédiatement après celle d'un autre receveur, Buster Posey par les Giants de San Francisco. Tenu en haute estime par les recruteurs, Skipworth évoque des comparaisons avec Joe Mauer, lui aussi receveur et frappeur gaucher. Cependant, malgré la puissance qui lui permet de cogner sa part de coups de circuit, il ne réalise jamais véritablement les espoirs placés en lui en offensive dans les ligues mineures. Il progresse défensivement et a une chance au camp d'entraînement du printemps 2013 de gagner un poste comme receveur substitut des Marlins. Il entreprend la saison dans les mineures à La Nouvelle-Orléans, jouant pour la première fois en Triple-A mais est rapidement rappelé par Miami lorsque Casey Kotchman, un joueur de premier but, se blesse et que le club envisage de déplacer le receveur substitut Miguel Olivo pour le remplacer. Skipworth fait ses débuts dans le baseball majeur le 10 avril 2013. Il joue 4 matchs des Marlins en 2013 avant de passer l'entière saison 2014 dans les mineures à La Nouvelle-Orléans.
En novembre 2014, il signe un contrat avec les Reds de Cincinnati.